# 2K Games
2K ist ein im Januar 2005 gegründetes Vertriebslabel des Computerspiele-Publishers Take 2 Interactive. Es ist Take-Twos zweites großes Markenlabel neben dem auf Premiumproduktionen ausgerichteten Rockstar Games. Mit seiner Einführung löste es Take-Twos vorherige Brands Global Star Software und Gathering of Developers ab und vermarktet seither über seine Sparten 2K Games, 2K Sports und 2K Play das Gros der von Take-Two intern und extern entwickelten Großproduktionen. Der Sitz wurde im Jahr 2007 von Take-Twos Stammsitz in Manhattan/New York nach Novato, Kalifornien, verlegt.

## Geschichte
2005 übernahm Take-Two Interactive von Sega die Sportspiel-Entwicklungsstudios Visual Concepts und Kush Games mitsamt der Marken NFL 2K, NBA 2K, NHL 2K und Major League Baseball 2K. Take-Two zog damit die Option aus einem Co-Publishing-Vertrag mit Sega zur Vermarktung ihrer ESPN-Sportspiele aus dem Vorjahr. Dem Kauf vorausgegangen war der Verlust der ESPN-Lizenz an den Konkurrenten Electronic Arts. Mit der Übernahme gab der Publisher die Gründung des neuen Publishing-Labels 2K Games bekannt, das fortan die Marke Global Star Software als Label für Vollpreis-Titel abseits der Rockstar-Produktionen ersetzen sollte. Global Star Software blieb zunächst als Budget-Label erhalten. Neben Visual Concept und Kush Games wurden die Entwicklerstudios Indie Built, Venom Games, PopTop Software und Frog City Software eingebracht, weiterhin gingen die Aufgaben von Take-Two Licensing (ehemals TDK Mediactive) auf 2K Games über. Ebenfalls 2005 folgte die Übernahme der Entwicklerstudios Irrational Games (BioShock) und Firaxis (Sid Meier’s Civilization).
2007 verlegte Take Two den Sitz seines Publishinglabels nach Novato, Kalifornien. Im September wurde außerdem das Label 2K Play als endgültiger Ersatz für Global Star Software eingeführt. Global Star hatte zuletzt noch die Bereiche Casual Games, Edutainmentsoftware und Low-Price-Titel verantwortet. Dadurch wechselte auch die Aufsicht über das Entwicklerstudio Cat Daddy Games zu 2K. Aus der Insolvenzmasse des Publishers THQ erwarb Take-Two 2013 für elf Millionen US-Dollar die Rechte an Turtle Rock Studios’ Shooter Evolve. Außerdem konnte sich das Unternehmen im Nachgang zusätzlich THQs Lizenz für die WWE-Simulationsreihe sichern, die in Kooperation mit dem langjährigen japanischen Entwickler Yuke’s unter 2K Sports fortgeführt wurde. Im Dezember gründeten einige ehemalige Entwickler von Irrational Games für 2K in Novato das firmeninterne Entwicklerstudio 2K Marin. Anfang 2008 folgte die Übernahme des tschechischen Entwicklers Illusion Softworks (Mafia), der in diesem Zug umbenannt wurde in 2K Czech.
Aufgrund großzügiger öffentlicher Förderung wurde das für Qualitätssicherung zuständige Studio 2K West 2012 vom kalifornischen Northridge nach Las Vegas verlegt. Im September 2013 wurde die Gründung eines neuen Studios in San Francisco unter der Leitung von Rod Fergusson angekündigt, während gleichzeitig das in der Nachbarschaft gelegene Studio 2K Marin nach dem durchwachsenen The Bureau: XCOM Declassified abgewickelt wurde. Auch wenn Fergusson das Unternehmen vorzeitig wieder verließ, wurde 2014 offiziell die Eröffnung von Hangar 13 bekanntgegeben.
Im Mai 2017 gab der langjährige Geschäftsführer Christoph Hartmann die Leitung des Unternehmens ab. Sein Nachfolger wurde der bisherige COO David Ismailer. 2019 beendete 2K Sports die Zusammenarbeit mit Yuke’s an der WWE-Reihe und übertrug die Verantwortung vollständig an Visual Concepts. Dem vorausgegangen war unter anderem ein Interview mit Produzent Hiromi Furuta, in dem dieser eine gewisse Unzufriedenheit mit der Kooperation und den einschränkenden Vorgaben 2Ks zum Ausdruck brachte.
Im März 2021 erwarb Take-Two sowohl den für die Golfsimulation PGA Tour 2K zuständigen kanadischen Entwickler HB Studios als auch die Gaming-Abteilung von HookBang, die Visual Concepts bislang bei der Entwicklung NBA 2K unterstützte und fortan als Visual Concepts Austin operierte. Des Weiteren wurde der langjährige Golf-Champion Tiger Woods als Testimonial für PGA Tour 2K verpflichtet. Im Juni 2024 übernahm Take-Two von der schwedischen Embracer Group für 460 Millionen US-Dollar den Entwickler Gearbox Software mitsamt der Markenrechte an den Spielereihen Borderlands, Homeworld, Brothers in Arms, Duke Nukem und Risk of Rain, jedoch ohne die Sparte Gearbox Publishing (ehemals Perfect World Entertainment).

## Unternehmensgliederung
2K umfasst die drei Publishing-Sparten 2K Games, 2K Sports und 2K Play.
- 2K Games vertreibt Vollpreisspiele jeglicher Couleur (z. B. Shooter, Strategie)
- 2K Sports verantwortet sämtliche Sportsimulationen des Unternehmens
- 2K Play ersetzte ab 2007 Global Star Software als Label für Casual Games

### Aktive Studios
| Name              | Logo | Standort                    | Gründung/Übernahme | Anmerkung                                                     |
| ----------------- | ---- | --------------------------- | ------------------ | ------------------------------------------------------------- |
| 2K Chengdu        |      | Chengdu                     | Juni 2011          | ursprünglich gegründet als Zweigstudio von 2K China           |
| 2K Madrid         |      | Madrid                      | Juni 2021          |                                                               |
| 2K Sports Lab     |      | Vancouver                   | Okt. 2023          |                                                               |
| 2K Valencia       |      | Valencia                    | Nov. 2021          | ursprünglich gegründet als Elite3D                            |
| 2K Vegas          |      | Las Vegas                   | 2006               | ursprünglich gegründet als 2K West in Northridge              |
| 31st Union        |      | San Mateo und Valencia      | Feb. 2019          | ursprünglich gegründet als 2K Silicon Valley                  |
| Cat Daddy Games   |      | Kirkland                    | 2003               | bereits vor Gründung von 2K Games Teil von Take 2 Interactive |
| Cloud Chamber     |      | Novato                      | 2019               |                                                               |
| Firaxis Games     |      | Sparks, Maryland            | Nov. 2005          |                                                               |
| Gearbox Software  |      | Frisco, Montreal und Québec | Juni 2024          |                                                               |
| Ghost Story Games |      | Quincy                      | Feb. 2017          | hervorgegangen als neue Organisation aus Irrational Games     |
| Hangar 13         |      | Novato, Brighton und Brünn  | Dez. 2014          | 2017 Eingliederung von 2K Czech in Hangar 13                  |
| HB Studios        |      | Lunenberg                   | März 2021          |                                                               |
| Visual Concepts   |      | Novato und Austin           | 2005               |                                                               |

### Ehemalige Entwicklungsstudios
| Name               | Logo | Standort       | Gründung/Übernahme | Schließung | Anmerkung |
| ------------------ | ---- | -------------- | ------------------ | ---------- | --- |
| 2K Australia       |      | Canberra       | Jan. 2006          | 2015       | ehemals Zweig-Niederlassung von Irrational Games, 2007 ausgegliedert, 2010–2011 zeitweise zusammengelegt mit 2K Marin      |
| 2K China           |      | Shanghai       | 2006               | Nov. 2015  | |
| 2K Czech           |      | Prag und Brünn | Jan. 2008          | 2017       | ehemals Illusion Softworks, teilweise eingegliedert in Hangar 13                                                           |
| 2K Marin           |      | Novato         | Dez. 2007          | 2013       | seit 2013 nach einer Entlassungswelle de facto geschlossen                                                                 |
| Frog City Software |      | San Francisco  | 2003               | 2006       | bereits vor Gründung von 2K Games Teil von Take 2 Interactive; de facto geschlossen, vermutlich mit Firaxis zusammengelegt |
| Kush Games         |      | Camarillo      | 2005               | 2008       | von 2007 bis zur stillen Schließung formal 2K Los Angeles                                                                  |
| Indie Built        |      | Salt Lake City | Dez. 2004          | Apr. 2006  | bereits vor Gründung von 2K Games im Dezember 2004 von Microsoft an Take Two verkauft                                      |
| Irrational Games   |      | Quincy         | Jan. 2006          | 2017       | 2007 Abspaltung von 2K Australia, 2017 Neustart als Ghost Story Games                                                      |
| PAM Development    |      | Paris          | 2005               | 2008       | ursprünglich Power and Magic Development                                                                                   |
| PopTop Software    |      | Fenton         | Juli 2000          | 2007       | bereits vor Gründung von 2K Games Teil von Take 2 Interactive; mit Firaxis zusammengelegt                                  |
| Venom Games        |      | Newcastle      | Sep. 2004          | 2008       | bereits vor Gründung von 2K Games Teil von Take 2 Interactive                                                              |

## Veröffentlichungen
| 2K-Games-Titel | 2K-Games-Titel                            | 2K-Games-Titel                                                                      | 2K-Games-Titel                                                                      |
| Name | Entwickler                                | Veröffentlichung                                                                    | Plattformen                                                                         |
| --- | ----------------------------------------- | ----------------------------------------------------------------------------------- | ----------------------------------------------------------------------------------- |
| BioShock | Irrational Games                          | August 2007                                                                         | Windows, X360                                                                       |
| BioShock | 2K Marin                                  | Oktober 2008                                                                        | PS3                                                                                 |
| BioShock 2 | 2K Marin                                  | Februar 2010                                                                        | Windows, PS3, X360                                                                  |
| BioShock Infinite | Irrational Games                          | März 2013                                                                           | Windows, PS3, X360                                                                  |
| Borderlands | Gearbox Software                          | Oktober 2009                                                                        | Windows, PS3, X360                                                                  |
| Borderlands 2 | Gearbox Software                          | September 2012                                                                      | Windows, PS3, X360                                                                  |
| Call of Cthulhu: Dark Corners of the Earth                                                                                           | Headfirst Productions, Bethesda Softworks | Oktober 2005                                                                        | Xbox 1                                                                              |
| CivCity: Rom | Firefly Studios, Firaxis Games            | Juli 2006                                                                           | Windows                                                                             |
| Close Combat: First to Fight | Destineer Studios, Atomic Games           | April 2005                                                                          | Windows, Xbox, OS X                                                                 |
| Dungeon Siege II: Broken World | Gas Powered Games                         | August/September 2006                                                               | Windows                                                                             |
| Dungeon Siege II: Deluxe Edition (enthält Dungeon Siege II, das Add-on sowie Bonusmaterial)                                          | Gas Powered Games                         | Dezember 2006                                                                       | Windows                                                                             |
| Dungeon Siege: Throne of Agony | SuperVillain Studios, Gas Powered Games   | Januar 2007                                                                         | PSP                                                                                 |
| Family Guy – Das Videospiel! | High Voltage Software                     | Oktober 2006                                                                        | PS2, PSP, Xbox                                                                      |
| Fantastic Four: Rise of the Silver Surfer                                                                                            | 7 Studios                                 | Juli 2007                                                                           | PS2, PS3, X360, NDS, Wii                                                            |
| Ghost Rider | Climax                                    | Februar 2007                                                                        | PS2, PSP, GBA                                                                       |
| Jade Empire: Special Edition | BioWare, LTI Gray Matter                  | Februar 2007                                                                        | Windows 2                                                                           |
| Mafia II | 2K Czech                                  | August 2010                                                                         | Windows, PS3, X360                                                                  |
| Prey | Human Head, 3D Realms                     | Juli 2006                                                                           | Windows                                                                             |
| Prey | Venom Games                               | Juli 2006                                                                           | X360                                                                                |
| Prey | Aspyr Media                               | Januar 2007                                                                         | OS X                                                                                |
| Serious Sam II | Croteam                                   | Oktober 2005                                                                        | Windows, Xbox                                                                       |
| Shattered Union | PopTop Software                           | Oktober 2005                                                                        | Windows, Xbox                                                                       |
| Sid Meier’s Civilization III: Complete                                                                                               | Firaxis Games                             | Juli 2005                                                                           | Windows, OS X 3                                                                     |
| Sid Meier’s Civilization IV | Firaxis Games                             | Oktober 2005                                                                        | Windows, OS X                                                                       |
| Sid Meier’s Civilization IV: Warlords (Add-on)                                                                                       | Firaxis Games                             | Juli 2006                                                                           | Windows, OS X                                                                       |
| Sid Meier’s Civilization IV: Beyond the Sword (Add-on)                                                                               | Firaxis Games                             | Juli 2007                                                                           | Windows                                                                             |
| Sid Meier’s Civilization IV: Gold Edition (enthält Civ4, das Add-on Warlords sowie Bonusmaterial)                                    | Firaxis Games                             | Juli 2007                                                                           | Windows                                                                             |
| Sid Meier’s Civilization IV: Complete (enthält Civ4, die Add-ons Warlords und Beyond the Sword sowie Bonusmaterial)                  | Firaxis Games                             | Oktober 2007                                                                        | Windows                                                                             |
| Sid Meier’s Civilization IV: Colonization                                                                                            | Firaxis Games                             | Herbst 2008                                                                         | Windows                                                                             |
| Sid Meier’s Civilization Chronicles (enthält Civilization I–IV, die Add-ons von Civ2 & Civ3, Civ2: Test of Time sowie Bonusmaterial) | Firaxis Games                             | Oktober 2006                                                                        | Windows                                                                             |
| Sid Meier’s Civilization Revolution                                                                                                  | Firaxis Games                             | Juni/Juli 2008                                                                      | PS3, X360, NDS                                                                      |
| Sid Meier’s Pirates! | Firaxis Games                             | Juli 2005                                                                           | Windows, Xbox 3                                                                     |
| Sid Meier’s Pirates! | Full Fat Productions                      | Januar 2007                                                                         | PSP                                                                                 |
| Sid Meier’s Railroads! | Firaxis Games                             | Oktober 2006                                                                        | Windows                                                                             |
| Spec Ops: The Line | Yager Development                         | Juni 2012                                                                           | Windows, PS3, X360                                                                  |
| Stronghold 2 | Firefly Studios                           | April 2005                                                                          | Windows                                                                             |
| Stronghold Legends | Firefly Studios                           | Oktober 2006                                                                        | Windows                                                                             |
| The Bureau: XCOM Declassified | 2K Marin                                  | August 2013                                                                         | Windows, PS3, X360                                                                  |
| The Da Vinci Code – Sakrileg | The Collective                            | Mai 2006                                                                            | Windows, PS2, Xbox                                                                  |
| The Darkness | Starbreeze Studios                        | Juli 2007                                                                           | PS3, X360                                                                           |
| The Darkness 2 | Digital Extremes                          | Februar 2012                                                                        | Windows, PS3, X360                                                                  |
| The Elder Scrolls IV: Oblivion | Bethesda Softworks                        | März 2006                                                                           | Windows, X360 4                                                                     |
| The Elder Scrolls IV: Shivering Isles (Add-on)                                                                                       | Bethesda Softworks                        | März 2007                                                                           | Windows, X360                                                                       |
| The Elder Scrolls IV: Game of the Year Edition (enthält Oblivion, Shivering Isles sowie Knights of the Nine)                         | Bethesda Softworks                        | September 2007                                                                      | Windows, X360 4                                                                     |
| Vietcong 2 | Pterodon, Illusion Softworks              | Oktober 2005                                                                        | Windows                                                                             |
| XCOM: Enemy Unknown | Firaxis Games                             | Oktober 2012                                                                        | Windows, PS3, X360                                                                  |
| Zathura | High Voltage Software                     | November 2005                                                                       | PS2, Xbox                                                                           |
| Entwicklung eingestellt |                                           |                                                                                     |                                                                                     |
| Name | Entwickler                                | Einstellungsgrund                                                                   | Einstellungsgrund                                                                   |
| Snow | Frog City Software                        | Vermutlich wegen des kontroversen Inhaltes und zu erwartender Probleme eingestellt. | Vermutlich wegen des kontroversen Inhaltes und zu erwartender Probleme eingestellt. |
| 2K-Sports-Titel |                                           |                                                                                     |                                                                                     |
| Name | Entwickler                                | Veröffentlichung                                                                    | Plattformen                                                                         |
| All-Pro Football 2K8 | Visual Concepts                           | Juli 2007                                                                           | PS3, X360                                                                           |
| Amped 3 | Indie Built                               | Dezember 2005                                                                       | X360                                                                                |
| College Hoops 2K5–2K7 | Visual Concepts                           | Spätsommer d. Vorjahres bis Frühjahr d. jew. Jahres                                 | gängige Konsolen                                                                    |
| Don King presents Prizefighter | Venom Games                               | Juni 2008                                                                           | X360, NDS, Wii                                                                      |
| Major League Baseball 2K5–2K8 | Kush Games                                | Frühjahr des jew. Jahres                                                            | gängige Konsolen                                                                    |
| Major League Baseball 2K9 | Visual Concepts                           | 3. März 2009                                                                        | PS2, PS3, X360, PSP, Wii, PC                                                        |
| Major League Baseball 2K10 | Visual Concepts                           | 2. März 2010                                                                        | PS2, PS3, X360, PSP, Wii, NDS, PC                                                   |
| Major League Baseball 2K11 | Visual Concepts                           | 8. März 2011                                                                        | PS2, PS3, X360, PSP, Wii, NDS, PC                                                   |
| Major League Baseball 2K8 Fantasy All-Stars                                                                                          | Deep Fried Entertainment                  | April 2008                                                                          | NDS                                                                                 |
| MLB Power Pros | Konami                                    |                                                                                     | PS2, Wii                                                                            |
| NBA 2K5–NBA 2K22 | Visual Concepts                           | Spätsommer/Herbst des Vorjahres                                                     | PS2, PS3, X360, Xbox One, PSP, Wii, Windows und PS4                                 |
| NFL 2K5 | Visual Concepts                           | Juli 2004                                                                           | PS2, Xbox                                                                           |
| NHL 2K5–2K9 | Kush Games                                | Spätsommer/Herbst des Vorjahres                                                     | gängige Konsolen                                                                    |
| The Bigs | Blue Castle Games                         | Juni 2007                                                                           | PS2, PS3, PSP, X360                                                                 |
| The Bigs | Blue Castle Games                         | Oktober 2007                                                                        | Wii                                                                                 |
| Top Spin | Power and Magic, Indie Built              | September 2005                                                                      | PS2 5                                                                               |
| Top Spin 2 | Power and Magic, Indie Built              | April 2006                                                                          | X360, GBA, NDS                                                                      |
| Top Spin 2 | Aspyr Media                               | November 2006                                                                       | Windows                                                                             |
| Top Spin 3 | Power and Magic, 2K China                 | Juni 2008                                                                           | PS3, X360, NDS, Wii                                                                 |
| Top Spin 4 | 2K Czech                                  | März 2011                                                                           | PS3, X360, Wii                                                                      |
| Torino 2006 | 49Games                                   | Januar 2006                                                                         | Windows, PS2, Xbox                                                                  |
| World Poker Tour |                                           | Oktober 2005                                                                        | PS2, Xbox, GBA                                                                      |
| World Poker Tour | April 2006                                | PSP                                                                                 |                                                                                     |
| WWE 2K14 | Yuke’s, Visual Concepts                   | 4. Quartal 2013                                                                     | PS3, X360                                                                           |
| WWE 2K15 | Yuke’s, Visual Concepts                   | 4. Quartal 2014                                                                     | PS3, PS4, X360, Xbox One, Windows                                                   |
| WWE 2K16 | Yuke’s, Visual Concepts                   | 4. Quartal 2015                                                                     | PS3, PS4, X360, Xbox One, Windows                                                   |
| WWE 2K17 | Yuke’s, Visual Concepts                   | 4. Quartal 2016                                                                     | PS3, PS4, X360, Xbox One                                                            |
| WWE 2K18 | Yuke’s, Visual Concepts                   | 4. Quartal 2017                                                                     | PS4, Xbox One, Microsoft Windows, Nintendo Switch                                   |
| WWE 2K19 | Yuke’s, Visual Concepts                   | 4. Quartal 2018                                                                     | PS4, Xbox One, Microsoft Windows                                                    |
| 2K-Play-Titel |                                           |                                                                                     |                                                                                     |
| Name | Entwickler                                | Veröffentlichung                                                                    | Plattformen                                                                         |
| Carnival: Die Jahrmarkt-Party | Cat Daddy Games                           | Oktober 2007                                                                        | Wii                                                                                 |